# Bulbophyllum montense
Bulbophyllum montense är en orkidéart som beskrevs av Henry Nicholas Ridley. Bulbophyllum montense ingår i släktet Bulbophyllum och familjen orkidéer. Inga underarter finns listade i Catalogue of Life.